# 代內克山
47°17′13″N 14°03′02″E / 47.286987°N 14.050428°E

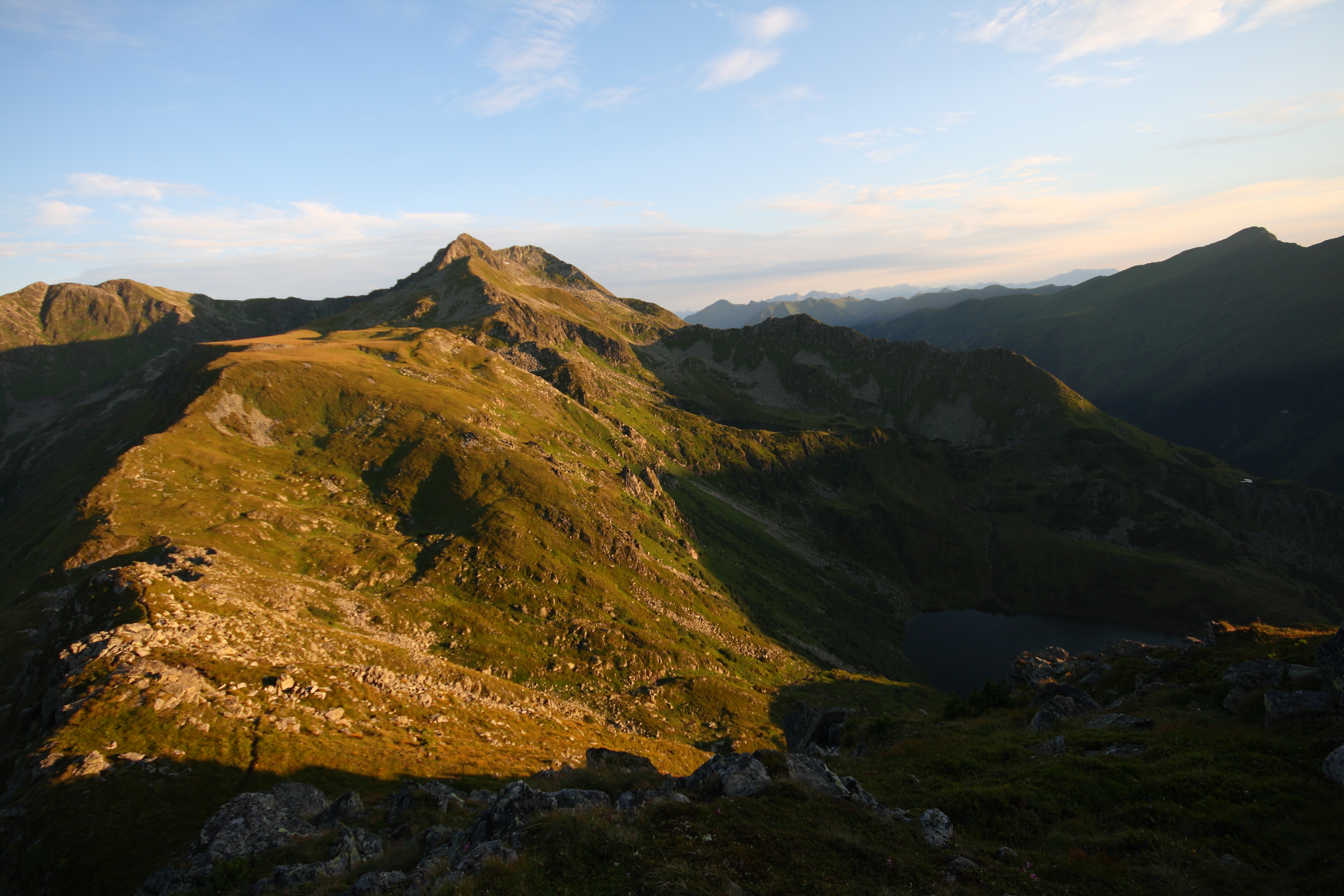

代內克山（德語：Deneck），是奧地利的山峰，位於該國東南部，由施泰爾馬克州負責管轄，屬於施拉德明陶恩山脈的一部分，海拔高度2,433米，每年平均降雨量1,759毫米。